# 尤尼昂格羅夫 (伊利諾伊州)
尤尼昂格羅夫（英語：Union Grove）是位於美國伊利諾伊州懷特塞德縣的一個非建制地區。該地的面積和人口皆未知。

## 地理
尤尼昂格羅夫的座標為41°50′03″N 90°01′35″W / 41.83417°N 90.02639°W，而該地的平均海拔高度為210米（即689英尺）。